# Aixaltxí Okí
Aixaltxí Okí (udmurt Ашальчи Оки [aʃaʎˈˈt͡ɕi oˈki], pseudònim d'Akulina Vékxina, 1898 - 1973) fou la primera poetessa udmurt, que començà la seva carrera literària el 1919. El seu germà, conegut sota el pseudònim Aivó Iví, també fou un conegut poeta en udmurt. També va ser coneguda com a oftalmòloga i metgessa al front primera línia durant la Segona Guerra Mundial fou cirurgiana al front i Doctora Honorada de la República Socialista Soviètica Autònoma Udmurta.
Els seus primers poemes i relats van publicar-se el 1918 en les revistes Vil’ sin’ i Gudyri. El 1925 sortí el seu primer recull, prologat per Kuzebai Gerd, i tres anys després, una traducció en rus. El 1931, amb l'inici de repressions contra escriptors udmurts, va deixar d'escriure. L'1 de febrer de 1933 va ser detinguda en relació amb l'anomenat «cas de la Unió per a l'Alliberament de les Nacionalitats Fineses», un muntatge del Directori Polític de l'Estat contra les principals figures culturals dels pobles finoúgrics de l'URSS. Va ser una de les poques persones alliberades després del judici. Va ser, però, detinguda de nou el 3 de maig de 1937 i alliberada el 3 de juliol. Segons va escriure en una carta molts anys després, va quedar tan terroritzada que va deixar d'escriure el 1931 i va destruir tots els llibres que tenia en udmurt.
Des del 1945 fins que es jubilà, treballà com a oculista a la vila d'Alnaix, a Udmúrtia, on va morir el 1973.